# Çorlu (district)
Çorlu is een Turks district in de provincie Tekirdağ en telt 225.244 inwoners (2007). Het district heeft een oppervlakte van 899,3 km². Hoofdstad is Çorlu met ruim 190.000 inwoners.
De bevolkingsontwikkeling van het district is weergegeven in onderstaande tabel.
| 1997    | 2000    | 2007    |
| ------- | ------- | ------- |
| 146.531 | 179.033 | 225.244 |

## Gemeenten en dorpen in het district
Beldeler (gemeenten):
Marmaracık • Misinli • Ulaş • Velimeşe • Yenice
Koyler (dorpen):
Ahimehmet • Bakırca • Deregündüzlü • Esenler • İğneler • Karamehmet • Kırkgöz • Maksutlu • Önerler • Paşaköy • Pınarbaşı • Sarılar • Seymen • Şahbaz • Türkgücü • Vakıflar • Yulaflı